# Murat Duruer
Murat Duruer (sinh ngày 15 tháng 1 năm 1988 ở Gerede, Bolu) là một cầu thủ bóng đá Thổ Nhĩ Kỳ cho câu lạc bộ Thổ Nhĩ Kỳ ở Süper Lig Kayserispor. Anh thi đấu ở vị trí tiền vệ cánh trái.
Murat Duruer có lần đầu tiên ra mắt cho đội tuyển Thổ Nhĩ Kỳ vào ngày 5 tháng 3 năm 2014, trong trận giao hữu với Thụy Điển.